# Jonas Zickert
Jonas Zickert (* 25. August 1997 in Cottbus) ist ein deutscher Fußballspieler.

## Karriere
Zickert begann das Fußballspielen bei der SG Groß Gaglow und wechselte 2010 zum FC Energie Cottbus, wo er auch Schüler der Lausitzer Sportschule Cottbus war. Am 4. April 2015 debütierte Zickert bei den Profis in der 3. Liga, als er beim Auswärtsspiel bei Arminia Bielefeld in der 67. Minute für Thomas Hübener eingewechselt wurde. Danach kam er zu drei weiteren Einsätzen, wobei er einmal in der Startelf stand. Mit der U-19 nahm Zickert am Junioren-DFB-Pokal 2014/15 teil und erreichte das Endspiel am 30. Mai 2015 im Stadion auf dem Wurfplatz, das mit 0:1 gegen Hertha BSC verloren ging. Mit dem Profikader stieg er in der Saison 2015/16 aus der 3. Liga ab. Ein Kreuzbandriss im vorletzten Saisonspiel bedeutete für Zickert eine 14-monatige Pause, wodurch er die komplette Spielzeit 2016/17 verpasste.
Der zum Ende der Saison 2018/19 auslaufende Vertrag beim FC Energie Cottbus wurde am 29. Juli 2019 verlängert. Im Sommer 2020 wechselte er zum BFC Dynamo.

## Erfolge
- Aufstieg in die 3. Liga 2018 mit Energie Cottbus